# Dudești (okręg Braiła)
Dudești – wieś w Rumunii, w okręgu Braiła, w gminie Dudești. W 2011 roku liczyła 1594 mieszkańców.